# Губаз, Джемал Резович
Джемал Резович Губаз (груз. ჯემალ რევაზის ძე გუბაზი; 2 сентября 1968, Гудаута, Абхазская АССР, Грузинская ССР, СССР) — советский и российский футболист.

## Биография
Воспитанник гудаутской футбольной школы и ростовского спортинтерната, учился в одном интернате с Юрием Ковтуном.
В СКА Ростов-на-Дону был приглашён в возрасте шестнадцати лет.
С 1985 года играл в различных клубах Грузинской ССР. В 1987 дебютировал в Высшей лиге в составе «Динамо» Тбилиси.
В 1992 после распада СССР вернулся в Россию, отыграл один сезон в родном СКА, который выступал во второй лиге. Следующий сезон провёл в «Ростсельмаше», также в 1995 играл в «Анжи».
После окончания футбольной карьеры работал в СКА.
С 19 марта 2012 год по 21 сентября 2015 года возглавлял Федерацию футбола Абхазии.
21 мая 2020 года указом президента Абхазии Аслана Бжания назначен председателем государственного комитета по делам молодежи и спорта Республики Абхазия.
В 2021 году президент Аслан Бжания подписал Указ о награждении председателя Государственного комитета по делам молодежи и спорта Джемала Губаз орденом «Ахьдза-Апша» III степени за вклад в развитие физической культуры и спорта Республики Абхазия.
7 декабря 2022 года президент Аслан Бжания подписал указ об освобождении Джемала Губаз от должности председателя Госкомитета по делам молодежи и спорта. Причиной стал отказ Губаза подписывать документ о выставлении на продажу знаменитой олимпийской спортбазы «Эшера». Руководство Абхазии долго уговаривало Джемала Губаза (в том числе и с привлечением Службы государственной безопасности) согласиться с приватизацией самого крупного спортивного объекта бывшего Советского Союза, на котором проходили подготовку к Олимпийским играм и различным международным турнирам сборные СССР. Однако уговорить чиновника не удалось, так как за приватизацией спортбазы последует смена профиля объекта. В итоге президент Бжания отдельным указом отправил Джемала Губаза в отставку.